# USB延長ケーブル
USB延長ケーブル（USBえんちょうケーブル、USB extension cable）は周辺機器の一つであり、パーソナルコンピュータやNASなどのハードウェアのUSBポートと、USBに対応したUSBメモリや、外付けHDD、プリンターなど周辺機器のUSBポートを接続する際に、パソコンと機器がはなれていて、付属ケーブルでは届かない時に、長さを補うために使われるケーブルのこと。また、USB A端子が直接本体に直付けされているUSBメモリなどを容易に接続できるようにするために使う。
通常のUSBケーブルは片方がパソコン側のUSB A端子でもう片側が機器側のB端子（もしくはミニB端子）であるが、USB延長ケーブルは両方がA端子で、一方がオス、もう一方がメスとなっている。ただし、USB規格においてはケーブルの一方はA端子、もう一方はB端子と規定されているため、両端にA型のオスとメスがついているUSB延長ケーブルは規格に則っておらずUSBロゴをつけることがゆるされていない。USBロゴが付いたものもあるが、これは、規格違反を承知で勝手につけたものである。
周りにいろいろなオブジェをつけることも容易であり、実際にスパゲッティ型のUSBケーブルも開発・販売されている。USBメモリなどに付属している事が多く、家電量販店などで販売しているものは長さが50～150cm程度のものが多い。
また、ごくまれにUSB規格で定められている5m以上の距離に延長するためにリピータがついている製品も存在するが、USB接続機器の中にはリピーターを挟むと動作しないものもあるので注意が必要である。